# Lijst van de top 3 per week in De Afrekening in 2014
Deze nummers stonden in 2014 op de eerste drie plaatsen in De Afrekening van Studio Brussel:
| 4 januari    | Gabriel Rios               | Gold                   | The National               | I Need My Girl             | Queens Of The Stone Age         | If I Had a Tail            |
| 11 januari   | Gabriel Rios               | Gold                   | The National               | I Need My Girl             | Arcade Fire                     | Afterlife                  |
| 18 januari   | Queens Of The Stone Age    | If I Had a Tail        | Arcade Fire                | Afterlife                  | Marble Sounds                   | Leave a Light On           |
| 25 januari   | Queens Of The Stone Age    | If I Had a Tail        | Marble Sounds              | Leave a Light On           | U2                              | Ordinary Love              |
| 1 februari   | Marble Sounds              | Leave a Light On       | U2                         | Ordinary Love              | Admiral Freebee                 | Nothing Else to Do         |
| 8 februari   | Admiral Freebee            | Nothing Else to Do     | Marble Sounds              | Leave a Light On           | Bruce Springsteen               | High Hopes                 |
| 15 februari  | Admiral Freebee            | Nothing Else to Do     | Bruce Springsteen          | High Hopes                 | Blaudzun                        | Promises of No Man's Land  |
| 22 februari  | Admiral Freebee            | Nothing Else to Do     | Blaudzun                   | Promises of No Man's Land  | Balthazar                       | Leipzig                    |
| 1 maart      | Intergalactic Lovers       | Islands                | Balthazar                  | Leipzig                    | Blaudzun                        | Promises of No Man's Land  |
| 8 maart      | Intergalactic Lovers       | Islands                | Balthazar                  | Leipzig                    | Bastille                        | Things We Lost in the Fire |
| 15 maart     | Intergalactic Lovers       | Islands                | Triggerfinger              | Perfect Match              | Balthazar                       | Leipzig                    |
| 22 maart     | Triggerfinger              | Perfect Match          | Intergalactic Lovers       | Islands                    | George Ezra                     | Budapest                   |
| 29 maart     | Triggerfinger              | Perfect Match          | Stromae                    | Ta fête                    | George Ezra                     | Budapest                   |
| 5 april      | Triggerfinger              | Perfect Match          | Arctic Monkeys             | Do I Wanna Know (acoustic) | Stromae                         | Ta fête                    |
| 12 april     | Triggerfinger              | Perfect Match          | Stromae                    | Ta fête                    | Oscar and the Wolf              | Princes                    |
| 19 april     | Triggerfinger              | Perfect Match          | Oscar and the Wolf         | Princes                    | Arctic Monkeys                  | Do I Wanna Know (acoustic) |
| 26 april     | Oscar and the Wolf         | Princes                | Triggerfinger              | Pertfect Match             | The Black Keys                  | Fever                      |
| 3 mei        | Triggerfinger              | Perfect Match          | Oscar and the Wolf         | Princes                    | Channel Zero                    | Electronic Cocain          |
| 9 mei        | Oscar and the Wolf         | Princes                | Triggerfinger              | Perfect Match              | The Black Keys                  | Fever                      |
| 17 mei       | Oscar and the Wolf         | Princes                | Channel Zero               | Electronic Cocain          | Triggerfinger                   | Perfect Match              |
| 24 mei       | Oscar and the Wolf         | Princes                | Admiral Freebee            | Breaking Away              | Channel Zero                    | Electronic Cocain          |
| 31 mei       | The Sore Losers            | Working Overtime       | Admiral Freebee            | Breaking Away              | Oscar and the Wolf              | Princes                    |
| 7 juni       | The Sore Losers            | Working Overtime       | Arctic Monkeys             | Snap Out of It             | Admiral Freebee                 | Breaking Away              |
| 14 juni      | Arctic Monkeys             | Snap Out of It         | The Sore Losers            | Working Overtime           | Admiral freebee                 | Breaking Away              |
| 21 juni      | Arctic Monkeys             | Snap Out of It         | The Sore Losers            | Working Overtime           | Admiral freebee                 | Breaking Away              |
| 28 juni      | Arctic Monkeys             | Snap Out of It         | Triggerfinger              | By Absence of the Sun      | The Clement Peerens Explosition | Boormachien                |
| 5 juli       | Triggerfinger              | By Absence of the Sun  | Arctic Monkeys             | Snap Out of It             | The War On Drugs                | Red Eyes                   |
| 12 juli      | Arctic Monkeys             | Snap Out of It         | Triggerfinger              | By Absence of the Sun      | The War On Drugs                | Red Eyes                   |
| 19 juli      | Arctic Monkeys             | Snap Out of It         | Triggerfinger              | By Absence of the Sun      | Oscar and the Wolf              | Strange Entity             |
| 26 juli      | Oscar and the Wolf         | Strange Entity         | Arctic Monkeys             | Snap Out of It             | Magnus featuring Tom Smith      | Singing Man                |
| 2 augustus   | Oscar and the Wolf         | Strange Entity         | Magnus featuring Tom Smith | Singing Man                | Netsky featuring Beth Ditto     | I'm Running Low            |
| 9 augustus   | Magnus featuring Tom Smith | Singing Man            | Oscar and the Wolf         | Strange Entity             | Dotan                           | Home                       |
| 16 augustus  | Oscar and the Wolf         | Strange Entity         | Magnus featuring Tom Smith | Singing Man                | Dotan                           | Home                       |
| 23 augustus  | Dotan                      | Home                   | Oscar and the Wolf         | Strange Entity             | Magnus featuring Tom Smith      | Singing Man                |
| 30 augustus  | Dotan                      | Home                   | Oscar and the Wolf         | Strange Entity             | Bastille                        | Bad Blood                  |
| 6 september  | Dotan                      | Home                   | Hozier                     | Take Me to Church          | Oscar and the Wolf              | Strange Enteties           |
| 13 september | Dotan                      | Home                   | Oscar and the Wolf         | Strange Entity             | Hozier                          | Take Me to Church          |
| 20 september | The Sore Losers            | Tripper                | Dotan                      | Home                       | Hozier                          | Take Me to Church          |
| 27 september | The Sore Losers            | Tripper                | Hozier                     | Take Me to Church          | Royal Blood                     | Figure It Out              |
| 4 oktober    | The Sore Losers            | Tripper                | Royal Blood                | Figure It Out              | The War On Drugs                | Under the Presure          |
| 11 oktober   | The Sore Losers            | Tripper                | Triggerfinger              | Off the Rack               | Royal Blood                     | Figure It Out              |
| 18 oktober   | Triggerfinger              | Off the Rack           | The Sore Losers            | Tripper                    | Royal Blood                     | Figure It Out              |
| 25 oktober   | Royal Blood                | Figure It Out          | Triggerfinger              | Off the Rack               | The Sore Losers                 | Tripper                    |
| 1 november   | Triggerfinger              | Off the Rack           | Royal Blood                | Figure It Out              | Foo Fighters                    | Something from Nothing     |
| 8 november   | Royal Blood                | Figure It Out          | Foo Fighters               | Something from Nothing     | Triggerfinger                   | Off the Rack               |
| 15 november  | Foo Fighters               | Something from Nothing | Triggerfinger              | Off the Rack               | Royal Blood                     | Figure It Out              |
| 22 november  | Foo Fighters               | Something from Nothing | Royal Blood                | Figure It Out              | Selah Sue                       | Alone                      |
| 29 november  | Foo Fighters               | Something from Nothing | Selah Sue                  | Alone                      | Royal Blood                     | Figure It Out              |
| 6 december   | Foo Fighters               | Something from Nothing | Royal Blood                | Figure It Out              | Selah Sue                       | Alone                      |

- Nederland (Top 40)
- Nederland (Single Top 100)
- Nederland (3FM Mega Top 50)
- Nederland (iTunes Top 30)
- Nederland (Graadmeter)
- Vlaanderen (Radio 2 Top 30)
- Vlaanderen (Ultratop 50)
- Vlaanderen (Top 30 van Ultratop)
- Vlaanderen (De Afrekening)
- Wallonië
- Australië
- Canada
- Denemarken
- Duitsland
- Europa
- Finland
- Frankrijk
- Ierland
- Italië
- Nieuw-Zeeland
- Noorwegen
- Oostenrijk
- Polen
- Portugal
- Spanje
- Verenigd Koninkrijk
- Verenigde Staten (Hot 100)
- Zweden
- Zwitserland